# Reloaded (película)
Reloaded es una película de drama romántico nigeriana de 2009 dirigida por Lancelot Oduwa Imasuen e Ikechukwu Onyeka, protagonizada por Ramsey Nouah, Rita Dominic, Desmond Elliot, Stephanie Okereke, Ini Edo y Nse Ikpe-Etim. Recibió 3 nominaciones en la quinta edición de los premios de la academia del cine africano.

## Elenco
- Ramsey Nouah como Femi
- Desmond Elliot como Osita
- Rita Dominic como Chelsea
- Stephanie Okereke como Weyinmi
- Ini Edo como Tayo
- Van Vicker como Bube
- Uche Jombo como Tracy
- Nse Ikpe-Etim como Omoze
- Monalisa Chinda como Abbey
- Enyinna Nwigwe como Edwin
- Mbong Amata (de soltera Odungide) como Nira
- Temisan Isioma Etsede como Otis
- Emeka Duru como Gabriel
- Princess Anazodo como mamá de Bube
- Ahmed Aitity como Shola
- Martha Iwoo como Ifeyinwa
- Ikechukwu Onyeka como médico

## Recepción
Nollywood Reinvented le dio una calificación de 3 de 5 estrellas. El crítico comentó que aunque ha visto la película varias veces, no se cansaba de ella. NollywoodForever le dio una calificación del 93%. El crítico elogió el ritmo y fluidez de la película y disfrutó de la escena de baile al final.